# CANDY GIRL (中島美嘉の曲)
「CANDY GIRL」（キャンディー・ガール）は、中島美嘉の29枚目のシングル。

## 概要
- 「Over Load」から約4か月ぶりのリリースとなる。
- 今作は「サーカス」をテーマに、ファッションブランド・SLYとコラボレーション。ジャケットやビデオクリップなどのビジュアルワークも同じテーマに仕上がっている。
- 初回限定盤はSLYのオリジナルTシャツが付き。Tシャツは全3種、それぞれ1万セット限定発売して、ジャケットは通常盤を含む4種類。
- MVの監督は島田大介。

## 収録曲
1. CANDY GIRL
  - 作詞：宮﨑歩／作曲：HIPJOINT／編曲：ICEDOWN (´ε｀ )
2. SMILEY
  - 作詞：中島美嘉／作曲：木村篤史／編曲：橋本幸太
3. CANDY GIRL（Instrumental）
4. SMILEY（Instrumental）

## 収録アルバム
- STAR (#1,2)
- DEARS (#1)